# 深尾須磨子
深尾 須磨子（ふかお すまこ、1888年〈明治21年〉11月18日 - 1974年〈昭和49年〉3月31日）は、日本の詩人、作家、翻訳家。本名は荻野志げの（おぎの しげの）。

## 来歴

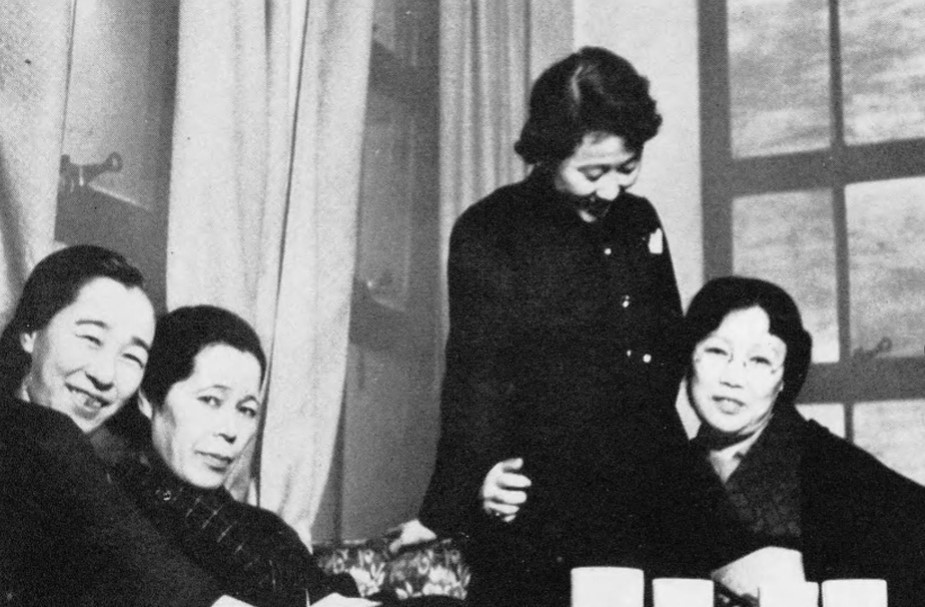
左から、美川きよ、深尾須磨子、ささきふさ、田村俊子。1937年頃撮影。

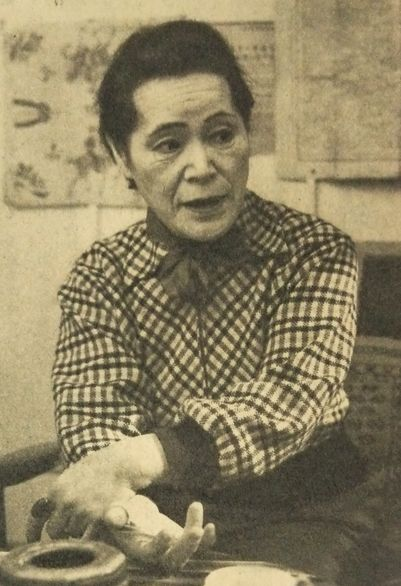
『アサヒグラフ』 1953年12月9日号より

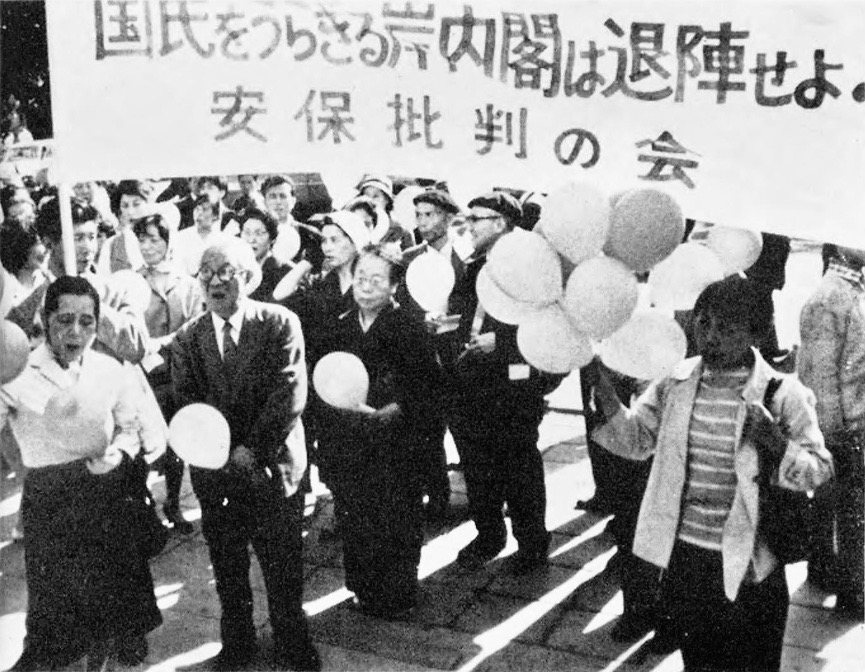
文化人や芸術家によって結成された「安保批判の会」の安保反対のデモ。旗の前にいる人物は左から深尾須磨子、青野季吉、野上弥生子、朝倉摂。その後ろに写っているのは壺井重治、岸輝子、佐多稲子、三宅艶子ら。

兵庫県氷上郡大路村（現・丹波市）の旧家の生まれ。京都師範学校中退、1907年京都菊花高等女学校卒。与謝野晶子に師事する。大正元年（1912年）詩人で技師の深尾贇之焏と結婚するが、大正9年（1920年）に死別。夫の遺稿集『天の鍵』を出版、その附録に深尾須磨子作として掲載した詩54篇と散文「最終の旅」が処女作となる。
大正14年（1925年）詩集『斑猫』を上梓すると神戸港から箱根丸で初めてフランスに渡り、シドニー＝ガブリエル・コレットの知遇を得ている。まる3年の在外生活を経て帰国しコレットの邦訳を初めて行う。1930年詩集『牝鶏の視野』を上梓、その12月、毎日新聞特派員として再度、シベリア経由でフランスに渡るとおよそ1年半の滞在の間に生物学を学び、昭和7年(1932年)春に帰国した。深尾のフランス渡航は6回を数える。
戦前はベニート・ムッソリーニに心酔し、『改造』昭和16年（1941年）7月号に「ムッソリーニの夜」という一文をよせ、「その足跡はあまりにも超人的であり、神に近いとはいえ、無限に豊かな人間味に至っては実に汲めども尽きぬ泪である」と讃美した。暴露本『進歩的文化人　学者先生戦前戦後言質集』は「ムッソリーニの礼讃詩人」という副題でそのことを指摘している。戦後は平和運動に活躍した。
小説、児童文学など多彩な活動をしたが、戦争協力を非難され、左翼的文学者となった。1974年、胃癌のため死去。戒名は水妖院吟遊佳苑大姉。深尾の作詞した曲は、NHK全国学校音楽コンクール「小学校の部」の課題曲に3年連続して選ばれている。

## 著書

### 単行本
- 『戀愛とこれからの結婚生活』[出版者不明]。 - 出版年不明[19--]、タイトル別名: 恋愛とこれからの結婚生活
- 深尾贇之焏[著]、深尾須磨子[編纂]『天の鍵 : 詩集』アルス、1921年8月。 NCID BA80095307。
- 『真紅の溜息 : 第一詩集』（再版）三徳社、1922年。 NCID BA67276566。[18]
- 『斑猫』新潮社〈現代詩人叢書 17〉、1925年。 NCID BN08720075。[18]
- 『焦躁』新しき村出版部、1925年。 NCID BA90172120。[18]
- 『呪詛 詩集』朝日書房、1925年。 NCID BA32516572。[18]
- 『侯爵(マルキ)の服』改造社、1929年。 NCID BN09240417。
- 『牝鶏の視野』改造社、1930年。 NCID BA87599207。[18]
- 『葡萄の葉と科学 : 全女性に捧ぐる正しく美しき性の知識』現代文化社、1934年。 NCID BA39940041。
- 『マダム・Xと快走艇』千倉書房、1934年。
  - 改題改版 ― 小関和弘(エッセイ・解題・関連年表・参考文献著)、和田博文(監修)『ライブラリー・日本人のフランス体験』 21巻、柏書房、2011年。ISBN 9784760136483。 - 『巴里を語る』との複製合本改題改版 ― [19]
- 『丹波の牧歌』書物展望社、1935年。 NCID BN08485270。[20]
- 『イヴの笛 抒情調と物語』むらさき出版部、1936年。 NCID BB04339352。[18][21]
- 『ホルモン夫人と虚無僧 短篇集』不尽書院、1937年。 NCID BA65538038。[22]
- 『旅情記』実業之日本社、1940年。 NCID BA33381490。[23]
- 『ロオマの泉 散文集』新興亜社、1941年。 NCID BA44793310。[24]
- 『赤道祭』鶴書房、1942年。 NCID BA67515576。[25]
- 『沈まぬ船 詩集』一条書房、1943年。 NCID BA9017254X。[26]
- 『永遠の郷愁 詩集』臼井書房、1946年。 NCID BA45890913。[18][27]
- 『神話の娘』ヒマワリ、1947年7月。 NCID BA50352127。
- 『哀しき愛 抒情調と旅情小記』草原書房〈「詩と随筆」叢書 第5册〉、1947年。 NCID BA34509090。[28]
- 『愛と友情』臼井書房〈女学生叢書 第1篇〉、1948年。 NCID BA34371743。[29]
- 『叡智の花』寶文館、東京〈紅玉選書 1〉、1948年2月。 NCID BA90234986。OCLC 37310035。
- 『少女の窓 : 糸子ものがたり』啓文館、1949年5月。 NCID BB05060146。
- 『君死にたまふことなかれ : 人類の母與謝野晶子』改造社、1949年5月。 NCID BA32898377。
  - 改版 ―  東洋書館刊 (1952年)[30]、葦出版社〈かわず文庫〉(1955年)[31]
- 『絹子のゆめ 少女とかいこ』刀江書院〈刀江児童文庫〉、1950年。 NCID BA75214815。[32]
  - 改題改版 ―  『絹子のゆめ : かいこものがたり』東洋書館刊 (1952年)[33]
- 『洋灯と花 詩集』宝文館、1951年。
- 『深尾須磨子詩集』三一書房〈日本国民詩集〉、1952年。 NCID BN12654939。[34]
- 『全詩集大成 深尾須磨子 ; 竹内勝太郎 ; 大木惇夫 ; 陶山篤太郎 ; 大鹿卓 ; 萩原恭次郎』 9巻、東京創元社〈現代日本詩人全集〉、1955年。 NCID BN09074500。[35] - 『天の鍵』『真紅の溜息』『斑猫』『呪咀』『焦躁』『牡鶏の視野』『イヴの笛』『永遠の郷愁』『神話の娘』収載
- 『詩は魔術である 詩集』三一書房〈三一新書〉、1957年。
- 『パリ横町 詩と文章』平凡社、1959年。 NCID BN13488551。[36]
- 『与謝野晶子 : 才華不滅』人物往来社〈近代人物叢書 9〉、1968年。 NCID BN0463179X。[37]
- 監修者: 手塚富雄; 山内義雄; 串田孫一『世界女流名詩集 : 深尾須磨子編』角川書店〈世界の詩集 12〉、1968年1月。 NCID BN04542510。[38][39]
- 『詩編』新樹社〈深尾須磨子選集〉、1970年。 NCID BN1054183X。[40]
- 『随想編』新樹社〈深尾須磨子選集〉、1970年。 NCID BN1054183X。[41]
- 『創作編』新樹社〈深尾須磨子選集〉、1970年。 NCID BN1054183X。[42]
- 『列島おんなのうた』紀伊国屋書店、1972年。 NCID BN14198207。
- 『マダム・Xの春 深尾須磨子作品抄』新川和江[編]; 窪田般弥[編]; 大野陽子[編]、小沢書店、1988年9月。 NCID BN05919964。 - 詩「かはいさうな彼」ほか、短篇小説『さぼてんの花』『マダム・Xの春』『ホルモン夫人と虚無僧』『初恋の頃』『Volupté』、随想「この頃」ほか収載
- エミール・ゾラ、アルフレッド・ド・ミュッセ『巴』宮下志朗[訳]; 佐藤実枝[訳]、ポプラ社、2011年。ISBN 9784591121511。 NCID BB0500826X。 - 『さぼてんの花』収載
- 「私の母校を語る」『村岡花子と赤毛のアンの世界 : 生誕120年』林芙美子ほか[述]; 村岡恵理[責任編集]、河出書房新社、2013年。ISBN 9784309021683。
- 「現代婦人文化と婦人雑誌」『生活・家庭 3』 14巻、岩見照代[監修]（複製）、ゆまに書房〈「婦人雑誌」がつくる大正・昭和の女性像〉、2015年。ISBN 9784843346891。

復刻
- 尾形明子 (監修)、南明日香 (解説) 編『イヴの笛』ゆまに書房〈近代女性作家精選集 (第2期36巻)〉、2000年11月。ISBN 978-4843301982。 NCID BA44724442。
- 原, ひろ子、高良, 留美子、岩見, 照代 [編集] 編『旅情記』ゆまに書房〈女性のみた近代 (第1期23巻)〉、2000年12月。ISBN 978-4-8433-0112-8。 NCID BA50118403。
- 深尾、吉岡弥生 著、高良留美子、岩見照代 編『葡萄の葉と科学・女医の将来と其の使命』ゆまに書房〈女性のみた近代 (第2期19巻)〉、2005年3月。ISBN 4843312371。 NCID BA71473629。 ― 吉岡弥生著『女醫の將來と其の使命』[43]と合本
- 岩淵宏子 (監修)、長谷川啓 (編集) 編『赤道祭・沈まぬ船』ゆまに書房 2005年6月〈「帝国」戦争と文学〉。ISBN 4843313130。 NCID BA72361755。

### 雑誌記事
- 「夫婦の愛情(座談会)」『婦人公論』第34巻第11号、中央公論新社、1948年11月、NCID AN00124022。
- 「混乱する性(座談会)」『女性改造 Virina rekonstruo』第5巻第1号、改造社、1950年1月、110-120頁、NCID AN00397717。
- 「晶子の社会性」『短歌研究』第8巻第4号、改造社、1951年4月、10-12頁。
- 「美しい言葉」『婦人之友』第45巻第4号、婦人之友社、1951年4月、32-35頁、NCID AN00124000。
- 「与謝野晶子物語 3」『婦人画報』第579号、アシェット婦人画報社、1952年12月、143-149頁、NCID AN00222021。
- 「労働者の詩について」『人民文学』第4巻第2号、人民文学社、1953年2月、39-55頁、ISSN 0446-8066。
- 「マダム・ブランシュのスモーキング」第31巻第8号、文芸春秋、1953年6月、NCID AN00278208。
- 「ダミアの雰囲気」『教育音楽』第8巻第7号、音楽之友社、1953年7月、62-63頁、ISSN 03887472、NCID AN00056374。
- 「内外の危機に際し、再び日中友好の促進を国民に訴える(著名人32氏の訴え)」『アジア經濟旬報』第660号、一般社団法人中国研究所、1966年9月21日、27-28頁、ISSN 0515-8583、NCID AN00310752。
- 「祖国と個人主義--フランスと日本」『展望』第99号、筑摩書房、1967年3月、92-102頁、NCID AN00154497。
- 「白蓮と邦子」『俳句』第16巻第5号、角川書店、1967年5月、88-91頁、ISSN 1342-5560、NCID AN0020402X。
- 「言論の真髄--わたしの朝日新聞論」『展望』第106号、筑摩書房、1967年10月、84-88頁、NCID AN00154497。

## 翻訳

### 単行本
- コレット『紫の戀』世界社、1928年。 NCID BA34912038。 ― 原題"Cheri"[44]。
  - 改版 ―  コレット『黄昏の薔薇』角川書店、1954年。 NCID BA34590394。 のち文庫[45]
- コレット『犬猫の會話七つ』世界社、1930年。 NCID BA34909350。 ― 原題"Sept dialogues de btes"[46]。
  - 改題改版 ―  コレット『動物の對話』三笠書房〈三笠新書〉、1955年9月。 NCID BN15433856。
- レオン・フラピエ『母の手』藤田嗣治[装幀]、平凡社、1934年。 NCID BA35276384。 ― 原題"La Maternelle"[47]。
- ルネ・モブラン（フランス語版）『沙漠の息子』巖松堂〈むらさき (第5巻8號附録)〉、1938年8月。 NCID BB13740496。 ― 原題"Derradji, fils du désert"[48]。
  - 改版 ルネ・モブラン『沙漠の息子』冨山房〈冨山房百科文庫 第105〉、1939年。 NCID BA64021489。のち角川文庫[49]
- フリードリッヒ・ジーブルグ (Friedrich Zieburg)『神はフランスにゐるか』高山書院、1941年。 NCID BA45361311。OCLC 672421551。
- 阮進瀾 (ゲン, シンラン; Nguyễn, Tiến Lan)『安南草話』偕成社、1942年。 NCID BA80977907。 ― 原題"Dans les forêts et dans les rizières"[50]。
- ジュール・ルメートル（フランス語版）『スザンヌ物語』偕成社〈偕成社少年少女文庫〉、1942年1月。 NCID BA56876732。 ― 原題"Contes Blancs"[51]。

#### 児童書
- ジュール・ルメートル (en)『銀の鐘』アンリー・モーラン（フランス語版） (挿絵)、カトリック・ダイジェスト東京支社、東京、1952年。 NCID BB01564840。 - 「大きな靴」「大男と小男」「アリアと天使」等9篇を含む童話集。
- ウィーダ『フランダースの犬』田中良[絵]、大日本雄弁会講談社〈講談社の絵本 ; 118〉、1954年。 NCID BA65660290。

### 訳詞
- 「ねえねえおじいさん」 ―  原曲のシャンソン“La mist'en l'air” (フランス民謡)より[52][53][54][55]
- “亜米利加の空の下 Princese Tam・Tam”. ジャック・グラン[作曲]; 伊藤宣二[編曲]. (1935) - 仏アリス・プロ映画「タムタム姫」主題歌(原題「Princesse Tam-Tam」・蘆原英了コレクション)
- 『7つのフランスの子供の歌』より7曲のフランス民謡[56]
  - 「つきよ」(Pierrot)
  - 「げんきなこども」(J'ai du bon tabac)[57]
  - 「ねえねえ、おじいさん」(La mist'en l'air)
  - 「ひつじかいのむすめ」(La plus aimable a mon gre)
  - 「パパ おふねも」(Papa, les petits bateaux)
  - 「こもりうた」(Fais do-do, Colas)[57]
  - 「かあさん おねがいよ」(Ah, vous dirais-je, Maman)[57]

## 詩作

### 歌詞
- 「黴」（作曲：橋本國彦）[58]
- 「小鳥の歌」（作曲：橋本国彦）[59]
- 「子守歌」（作曲：中田喜直）[58]
- 「サロメの月」（作曲：山田一雄）（1955年）
- 「祖師ヶ谷より」（作曲：山田一雄）（1945年）[58]
- 「竪琴の音によせて」（作曲：山田一雄）（1944年）
- 「仲よし円舞曲」[59][60]
- 「蜂のうた」（作曲：山田一雄）（1956年）
- 「パリ旅情」（作曲：高田三郎）[58]
- 「春」（作曲：土屋公平）[61]
- 「遥かな花」（作曲：山田一雄）（1953年）
- 「斑猫」（作曲：橋本國彦）[58]
- 「舞」（作曲：橋本國彦）[58]
- 「みんなで仲よく」（作曲：團伊玖磨）[59]

### 校歌
【小学校】
- 江東区立第一大島小学校 校歌 - 中田一次作曲
- 横浜国立大学教育学部附属横浜小学校 校歌 − 高木東六作曲

【中学校】
- 甲府市立北中学校 校歌 - 高木東六作曲[62]
- 甲府市立北東中学校 校歌 - 高田三郎作曲[62]

【高等学校】
- 山梨県立桂高等学校 校歌 - 諸井誠作曲[63]
- 山梨県立韮崎高等学校 校歌 - 伊藤武雄作曲[64]
- 愛知県立明和高等学校 校歌 - 中田喜直作曲[65]
- 神奈川県立追浜高等学校 校歌 - 大木正夫作曲
- 埼玉県立小川高等学校 校歌 - 石渡日出夫作曲

### 全国学校音楽コンクールの課題曲
2012年–2014年にわたり、NHK全国学校音楽コンクール「小学校の部」の課題曲に深尾の作詞した3曲が選ばれた。
1. 昭和24年(1949年)度「なかよし円舞曲」- 高田信一 (作曲)[66][67][68]
2. 昭和25年(1950年)度「朝のうた」- 中田喜直 (作曲)[66][69]
3. 昭和26年(1951年)度「みんなで仲よく」- 団伊玖磨 (作曲)[66][70]

## 日記・旅行記
- 『むらさきの旅情 希望と絶望の接点を行く』弘文堂、1965年。 NCID BA46062291。[71]
- 『文学者の日記8 長谷川時雨 深尾須磨子』日本近代文学館〈日本近代文学館資料叢書 [第I期]〉、1999年。ISBN 4891779780。 NCID BA44016555。

### 伝記・人物評
- 武田隆子『深尾須磨子ノート』木犀書房、1966年。 NCID BN12277299。[72][73]
- 高野芳子『わが青春・深尾須摩子』無限、1976年3月。 NCID BN11900621。
  - 改題 ―  高野『詩人深尾須磨子—ともに過ごした戦時下の青春』文芸社、2001年7月。ISBN 4835520238。 NCID BA54349951。
- 武田隆子『深尾須磨子の世界』宝文館出版、1986年5月。ISBN 4832012991。 NCID BN05281128。
- 逆井尚子『深尾須磨子 女の近代をうたう』ドメス出版、2002年10月。ISBN 4810705757。 NCID BA5935828X。
- 藤木直実「書評 逆井尚子著『深尾須磨子 女の近代をうたう』」『女性史学』第13号、2003年、115-118頁、ISSN 1342-3126、NCID AN10477594。

記事
- 渡辺道子「深尾須磨子先生を偲ぶ」『月刊社会党』第209号、日本社会党中央本部機関紙局、1974年6月、182-185頁、ISSN 04351754、NCID AN00390503。
- 角圭子「深尾須磨子と私」『民主文学』第103号、1974年6月、152-157頁。
- 紅野敏郎「深尾須磨子」『学鐙』第95巻第4号、丸善株式会社、1998年4月、58-63頁。
- 藤本寿彦「深尾須磨子点描--両性具有の文学性」『昭和文学研究』第40号、2000年3月、1-12頁。
- 川本三郎「深尾須磨子 (特集 読書のリバイバル)」『文学界』第56巻第2号、2002年2月、198-200頁。
- 森まゆみ「深尾須磨子--ファナティックな魅力の詩人」『本の話』第9巻第6号、文芸春秋、2003年6月、74-77頁。
  - 改題 ― 森『断髪のモダンガール : 42人の大正快女伝』文芸春秋、2008年4月。 - のちに文春文庫に収載[74]
- 末永航「深尾須磨子のイタリア旅行 (特集:イタリアを知る--イタリアの地誌・紀行)」『イタリア図書 (Nuova serie, Biblioteca italiana)』第32号、イタリア書房、2005年4月、9-12頁、ISSN 0915-020X、NCID AN1012926X。
- 高橋利夫 (編著)（編）「フリュートの神・マルセル・モイーズ〈故 深尾須磨子〉」『モイーズとの対話～おいたちと演奏論（改訂版）』、全音楽譜出版社、2005年8月20日、ISBN 9784118800912。
- 松田孝江「深尾須磨子とコレット」『大妻女子大学紀要 文系』第40号、大妻女子大学、2008年3月、198-185頁、ISSN 09167692、NAID 110006657780。
- 宮澤健太郎「深尾須磨子の肖像」『白百合女子大学研究紀要』第44号、白百合女子大学、2008年、47-66頁、ISSN 02877392、NAID 110007054484。